# Incident de propane de Toronto

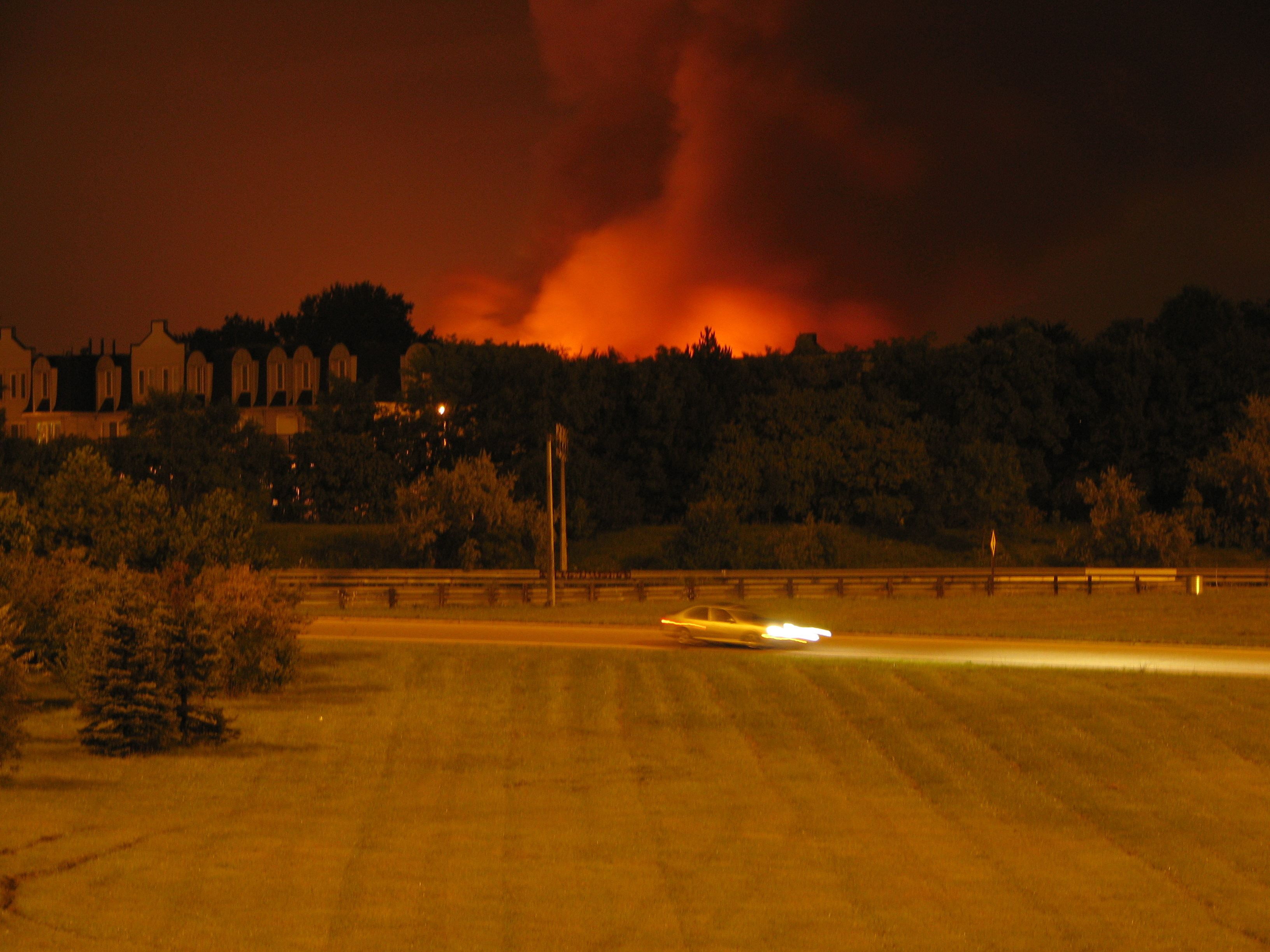
Nuages éclairés par les incendies causés par le sinistre.

L’Incident de propane de Toronto est une catastrophe industrielle dans un site de stockage de propane et qui se caractérise par de nombreuses explosions et un incendie de grande ampleur. 
L’accident a lieu à 3h50 du matin le 10 août 2008 dans la banlieue de Toronto au Canada sur le site de stockage de la compagnie Sunrise Propane Industrial Gases,. Les explosions mènent à l’évacuation de milliers de personnes tandis que le coût financier des dégâts s’élèvent à 1,8 million de dollars canadiens,. Un employé de la société décède lors des premiers instants de la catastrophe tandis qu’un pompier décède d’une crise cardiaque le jour suivant alors qu’il est en intervention,.

## Histoire
Sunrise Propane Industrial Gases est une compagnie de stockage et de revente de propane pour des clients industriels et pour des particuliers. En plus du propane, elle dispose également de stocks d’hélium et d’acétylène. À pression atmosphérique, le propane et l'acétylène sont des gaz reconnus comme étant extrêmement inflammables.
Le site a été construit dans le voisinage de North York, un quartier de Toronto. Le maire de Toronto a donné la permission pour la construction de la société à l’intérieur d’un zonage industriel présent depuis de nombreuses années.
Avant l’accident, la société avait déjà été mise en garde par les autorités de contrôle de sécurité de l’Ontario's Technical Standards and Safety car celle-ci procédait au transfert de propane entre camions. Les transferts de propane directement d’un camion vers un autre sont interdits en Ontario parce que le risque de fuite de propane est beaucoup plus important par rapport au remplissage d’un camion à partir d’un réservoir de stockage fixe. L’enquête qui suivit l’accident indiqua que la société continuait à pratiquer cette méthode de chargement.

## Chronologie de l’accident
Vers 3h50 au matin du 10 août 2008, une importante explosion secoue le site de Sunrise Propane Industrial Gases. Elle sera ensuite suivie par de nombreuses autres explosions. Des boules de feu et des nuages de fumées sont visibles dans le ciel. Lors des explosions, d’importantes pièces métalliques en provenance des réservoirs détruits sont projetées à distance sur les routes et les propriétés voisines. De nombreux commerces et habitations sont endommagés par les surpressions causées par les explosions, des portes sont arrachées et des vitres sont brisées. Environ 200 pompiers participent à la lutte contre les incendies qui accompagnent les explosions.
Durant la matinée, la crainte de nouvelles explosions et la problématique des fumées conduisent la police à mettre en œuvre une évacuation de la population dans un rayon de 1,6 km autour du site. Les bus de la Toronto Transit Commission sont utilisés pour évacuer les personnes vers Downsview Park puis vers la York University.
Le risque d’explosion force également les autorités à fermer durant 12 heures l’importante autoroute 401 entre ses jonctions avec les autoroutes 404 et 400. Les services de secours craignent en effet que deux citernes remplies de propane, toujours soumises au feu cinq heures après le début de l’accident, n’explosent. De son côté, le trafic aérien du proche aéroport Pearson International Airport n’est pas perturbé mis à part pour les petits avions de tourisme qui sont interdits de survol au-dessus de la zone touchée.
Six personnes furent envoyées à l’hôpital, 18 se rendirent d’elles-mêmes aux urgences et les services d’urgence soignèrent 40 personnes sur place. Durant les opérations, un pompier âgé de 55 ans est retrouvé sans vie par des équipes de secours. Les secours ne parviennent pas à le réanimer. Transporté à l’hôpital, les médecins annoncent son décès. Une victime est retrouvée sur le site le 11 août et les autopsies permettent de confirmer le 3 septembre qu’il s’agit bien de l’employé d’origine indienne de la société toujours portée disparue,.

## Enquête

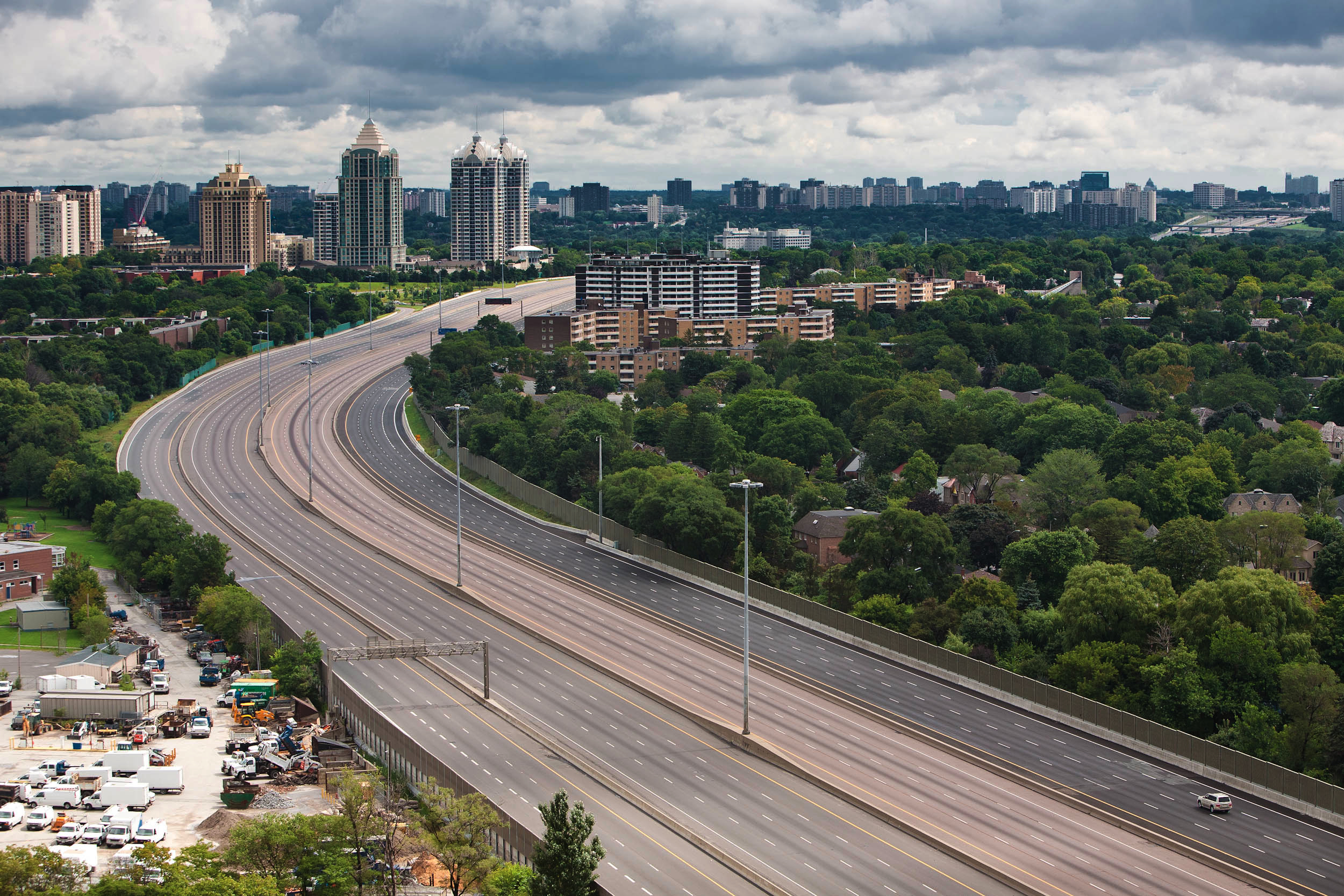
L’autoroute 401 fermée à cause de sa proximité avec le site.

Alors que les causes de l’accident ne sont pas encore déterminées le 21 août 2008, un organisme indépendant de sécurité dans le domaine des produits combustibles révèle qu’un transfert de propane entre camions se déroula juste avant l’accident. Cette méthode est strictement interdite en Ontario car elle augmente fortement le risque d’accident. L’organisme explique que la société avait déjà été avertie en novembre 2006 du danger et de l’illégalité de telles pratiques.
Le premier ministre de l’Ontario Dalton McGuinty s’exprimera pour dire que la province apporterait une aide financière aux personnes dont les biens furent endommagés par l’accident.
Le 4 août 2010, le journal Toronto Star publie un article qui explique que l’explosion de 2008 fut causée par un transfert illégal de propane entre camions. Du propane s’écoula du flexible de transfert une fois le chargement terminé,.

## Conséquences
Environ 100 habitations sur les 12000 évacuées furent jugées inhabitables à cause des dégâts subis,. De nombreux habitants protestèrent par la suite contre le fait que la société avait été autorisée dans cette zone résidentielle. Les autorités politiques de la ville se défendirent en disant que la construction de la société avait été planifiée alors même que de nombreuses habitations n’avaient pas encore été construites.
Six autres entreprises de stockage de propane de la province furent fermées à la suite d'audits mis en place après l’accident. Les employés de ces sociétés n’étaient pas suffisamment formés pour réagir correctement en cas d’accident.
Les travaux de nettoyage et de reconstruction s’élevèrent à 1,8 million de dollars canadiens. La moitié du montant fut payé par la province ontarienne.